# Lateolabrax japonicus
Lateolabrax japonicus är en fiskart som först beskrevs av Cuvier 1828.  Lateolabrax japonicus ingår i släktet Lateolabrax och familjen Lateolabracidae. Inga underarter finns listade i Catalogue of Life.